# Grúzia a Junior Eurovíziós Dalfesztiválokon
Grúzia tizennyolc alkalommal vett részt a Junior Eurovíziós Dalfesztiválon.
A grúz műsorsugárzó, a Grúz Közszolgálati Televízió, amely 2005 óta tagja az Európai Műsorsugárzók Uniójának, és 2007-ben, ugyanabban az évben csatlakozott a gyerek versenyhez, mint a felnőtt versenyhez.
Grúzia négy alkalommal aratott győzelmet (2008, 2011, 2016, 2024), ezzel a legtöbb győzelemmel rendelkező ország.

## Története

### Évről évre
Grúzia 2007-ben vett részt először, amikor. A verseny egyik legsikeresebb országa, mivel eddigi tizenhét szereplésük alkalmával három kivétellel mindig a legjobb 10-ben végeztek.
Első résztvevőjük Mariam Romelasvili volt, aki az Odelia Ranuni című dallal versenyzett, a döntőben négy pont híján dobogós helyezést ért volna el. A következő évben szerezték meg első győzelmüket a Bzikebi együttessel. Versenydaluk, a Bzz… egy mesterséges nyelven megszólaló dal volt, csak zümmögésből állt. A versenyen 154 pontot gyűjtöttek össze, maximális 12 pontot pedig nyolc országtól kaptak. 2009-ben hatodikak lettek.

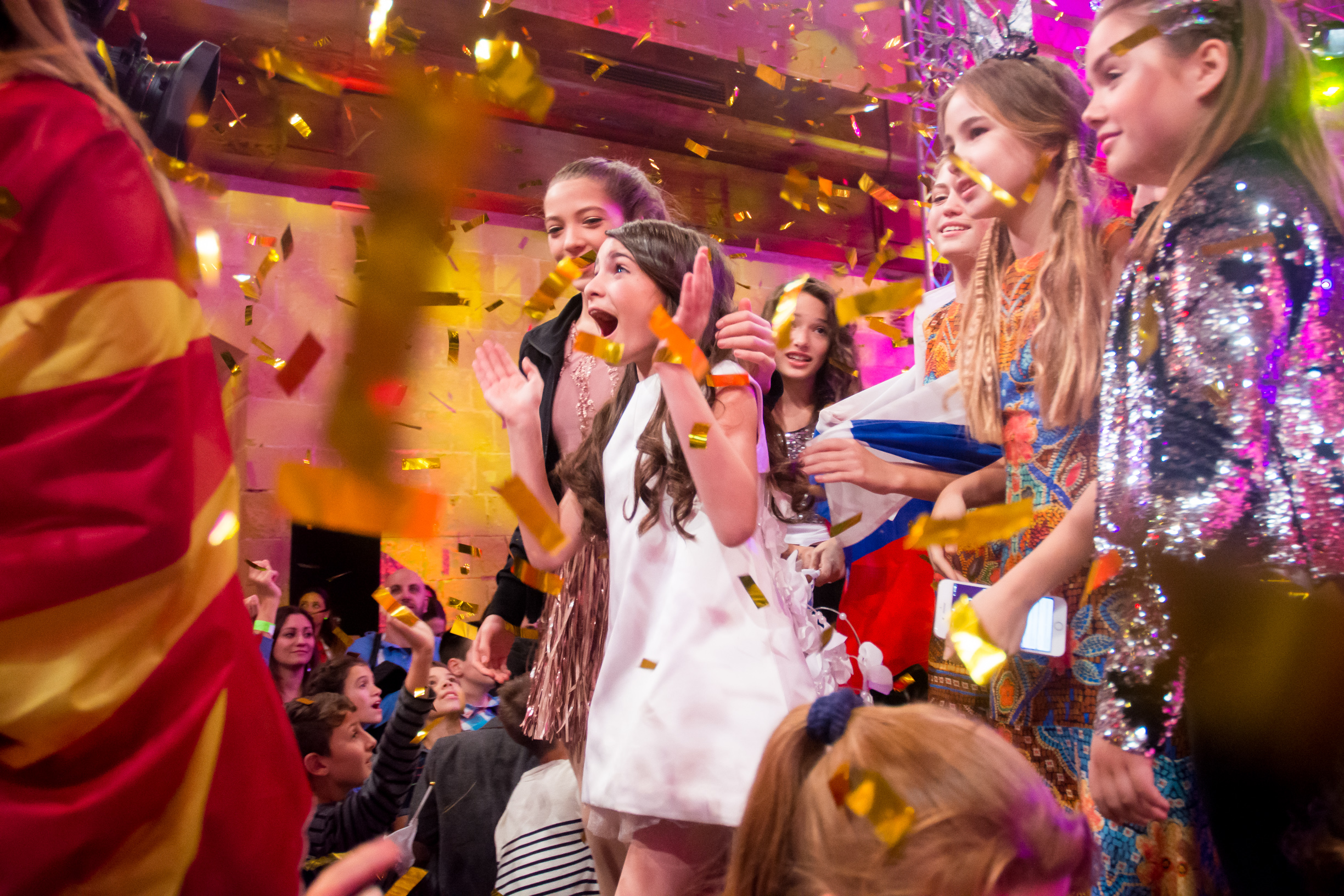
Mariam Mamadashvili, a 2016-os dalverseny győztese.

2010-ben ismét lemaradtak a dobogós helyről, ezúttal is négy pont választotta el őket a jobb helyezéstől. 2011-ben a szomszédos Örményországban rendezett versenyen a CANDY lány együttesnek sikerült megszerezni az ország második győzelmét. Ez előttük Fehéroroszországnak sikerült csak. A Candy Music 108 pontot és három 12 pontot összegyűjtve tudott győzni, emellett mindegyik résztvevő ország adott nekik legalább egy pontot. 2012-ben majdnem sikerült egy újabb győzelmet bezsebelni, A The Funkids második helyen zárta a versenyt. 2013-ban ötödikek lettek, 2014-ben először nem jutottak a legjobb tíz közé, tizenegyedikek, 2015-ben pedig tizedikek lettek. 2016-ban Mariam Mamadashvilinek sikerült a harmadik győzelem megszerzése. Ezzel Grúzia rendelkezik a gyermek Eurovízió legtöbb győzelmével. A Mzeo című dal összesen 239 pontot gyűjtött össze, ami mai napig a dalverseny második legmagasabb pontjának számít. A következő évben először Grúziában került megrendezésre a verseny. Hazai pályán Grigol Kipsidze képviselte a grúzokat, akit csupán három ponttal előzött meg a győztes Oroszország. 2018-ban nyolcadikak lettek, 2019-ben  szerezték meg legrosszabb eredményüket, amely a tizennegyedik helynek felel meg.

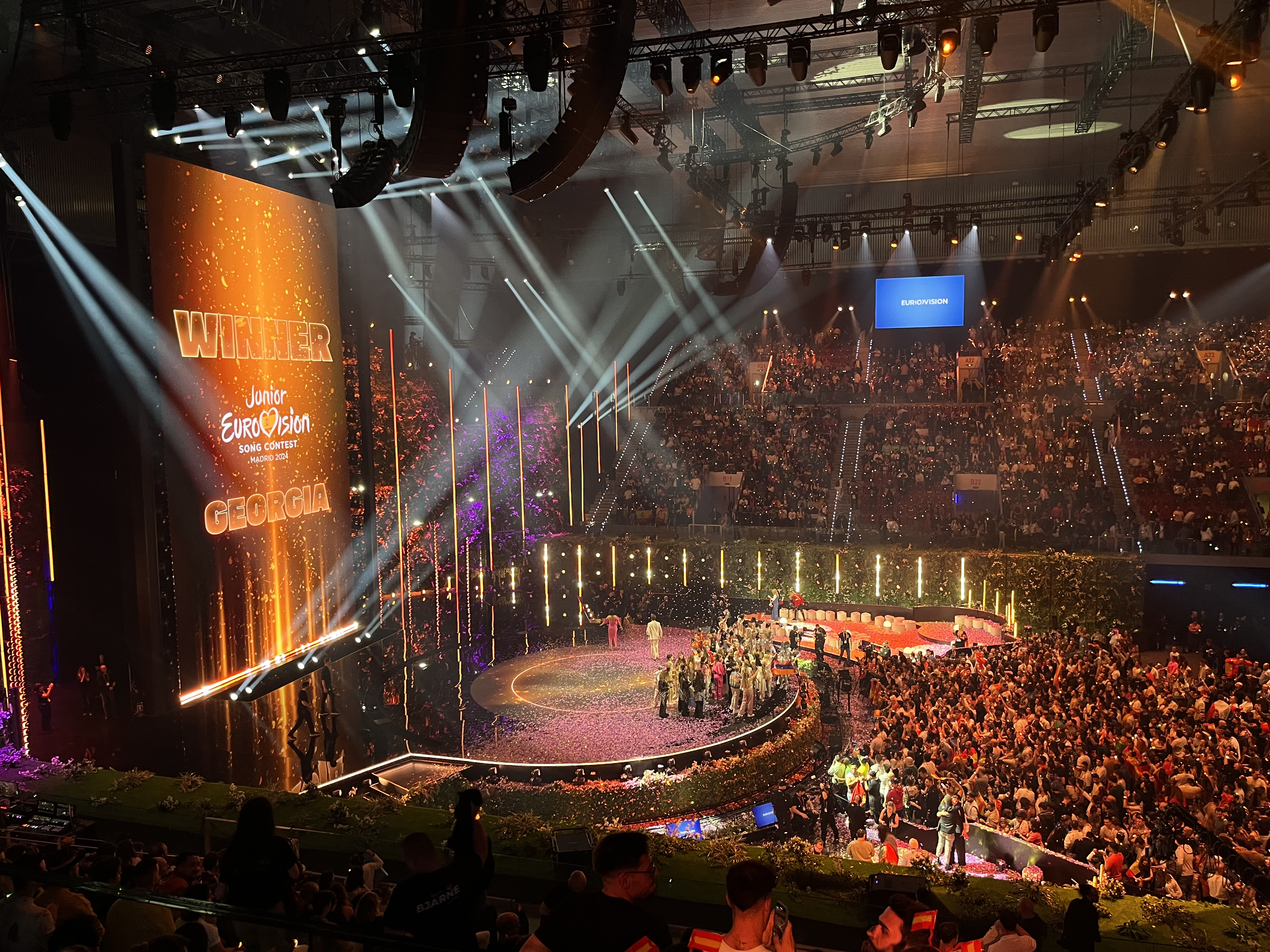
A 2024-es verseny színpada Grúzia győzelme után

2020-ban hatodikként, 2021-ben negyedikként zárták a versenyt, míg 2022-ben újra felléphettek a képzeletbeli dobogóra, Mariam Bigvava megszerezte az ország első harmadik helyezését. 2023-ban megszerezték második legrosszabb helyezésüket. Csak úgy, mint 2019-ben, tizennegyedikek lettek. 2024-ben Andria Putkaradze megszerezte az ország negyedik győzelmét. To My Mom című dala 239 pontot gyűjtött össze (tizenkét ország zsűriétől kapott maximális 12 pontot), hasonlóan mint legutóbbi győzelmükkor. 2025-ben másodjára ad otthont Grúzia gyermek versenynek.

### Nyelvhasználat
Grúzia eddigi tizennyolc versenydalából öt grúz nyelvű, kettő mesterséges nyelvű, tíz grúz és angol, egy pedig grúz, angol és francia kevert nyelvű volt.

## Résztvevők
| Év   | Előadó              | Dal                    | Magyar fordítás             | Helyezés | Pontszám |
| ---- | ------------------- | ---------------------- | --------------------------- | -------- | -------- |
| 2007 | Mariam Romelasvili  | Odelia Ranuni          | —                           | 4.       | 116      |
| 2008 | Bzikebi             | Bzz…                   | —                           | 1.       | 154      |
| 2009 | Princesses          | Lurdzsi prinveli       | A kék madár                 | 6.       | 68       |
| 2010 | Mariam Kahelisvili  | Mari-Dari              | —                           | 4.       | 109      |
| 2011 | CANDY               | Candy Music            | Édes zene                   | 1.       | 108      |
| 2012 | The Funkids         | Funky Lemonade         | Vicces limonádé             | 2.       | 103      |
| 2013 | Smile Shop          | Give Me Your Smile     | Add nekem a mosolyod!       | 5.       | 91       |
| 2014 | Lizi Pop            | Happy Day              | Boldog nap                  | 11.      | 54       |
| 2015 | The Virus           | Gabede                 | Merj!                       | 10.      | 51       |
| 2016 | Mariam Mamadashvili | Mzeo                   | Nap                         | 1.       | 239      |
| 2017 | Grigol Kipsidze     | Voice of the Heart     | A szív hangja               | 2.       | 185      |
| 2018 | Tamar Edilashvili   | Your Voice             | A hangod                    | 8.       | 144      |
| 2019 | Giorgi Rotiashvili  | We Need Love           | Szükségünk van a szeretetre | 14.      | 69       |
| 2020 | Sandra Gadelia      | You Are Not Alone      | Nem vagy egyedül            | 6.       | 111      |
| 2021 | Nikoloz Kajaia      | Let's Count the Smiles | Számoljuk a mosolyokat      | 4.       | 163      |
| 2022 | Mariam Bigvava      | I Believe              | Hiszem                      | 3.       | 161      |
| 2023 | Anastasia és Ranina | Over the Sky           | Az ég felett                | 14.      | 74       |
| 2024 | Andria Putkaradze   | To My Mom              | Anyukámnak                  | 1.       | 239      |
| 2025 |                     |                        |                             |          |          |

## Szavazástörténet

### 2007–2024
| Hely | Ország           | Pont |
| ---- | ---------------- | ---- |
| 1.   | Örményország     | 150  |
| 2.   | Ukrajna          | 117  |
| 3.   | Málta            | 75   |
| 4.   | Fehéroroszország | 69   |
| 5.   | Hollandia        | 63   |
| 6.   | Olaszország      | 59   |
| 7.   | Oroszország      | 50   |
| 8.   | Franciaország    | 45   |
| 9.   | Ausztrália       | 42   |
| 10.  | Litvánia         | 40   |

| Hely | Ország           | Pont |
| ---- | ---------------- | ---- |
| 1.   | Örményország     | 167  |
| 2.   | Ukrajna          | 133  |
| 3.   | Oroszország      | 105  |
| 4.   | Hollandia        | 103  |
| 5.   | Málta            | 93   |
| 6.   | Fehéroroszország | 81   |
| 7.   | Észak-Macedónia  | 74   |
| 8.   | Szerbia          | 71   |
| 9.   | Albánia          | 56   |
| 10.  | Írország         | 52   |

Grúzia még sosem adott pontot a döntőben a következő országoknak: Görögország, Horvátország és Montenegró
Grúzia még sosem kapott pontot a döntőben Szlovéniától

## Rendezések

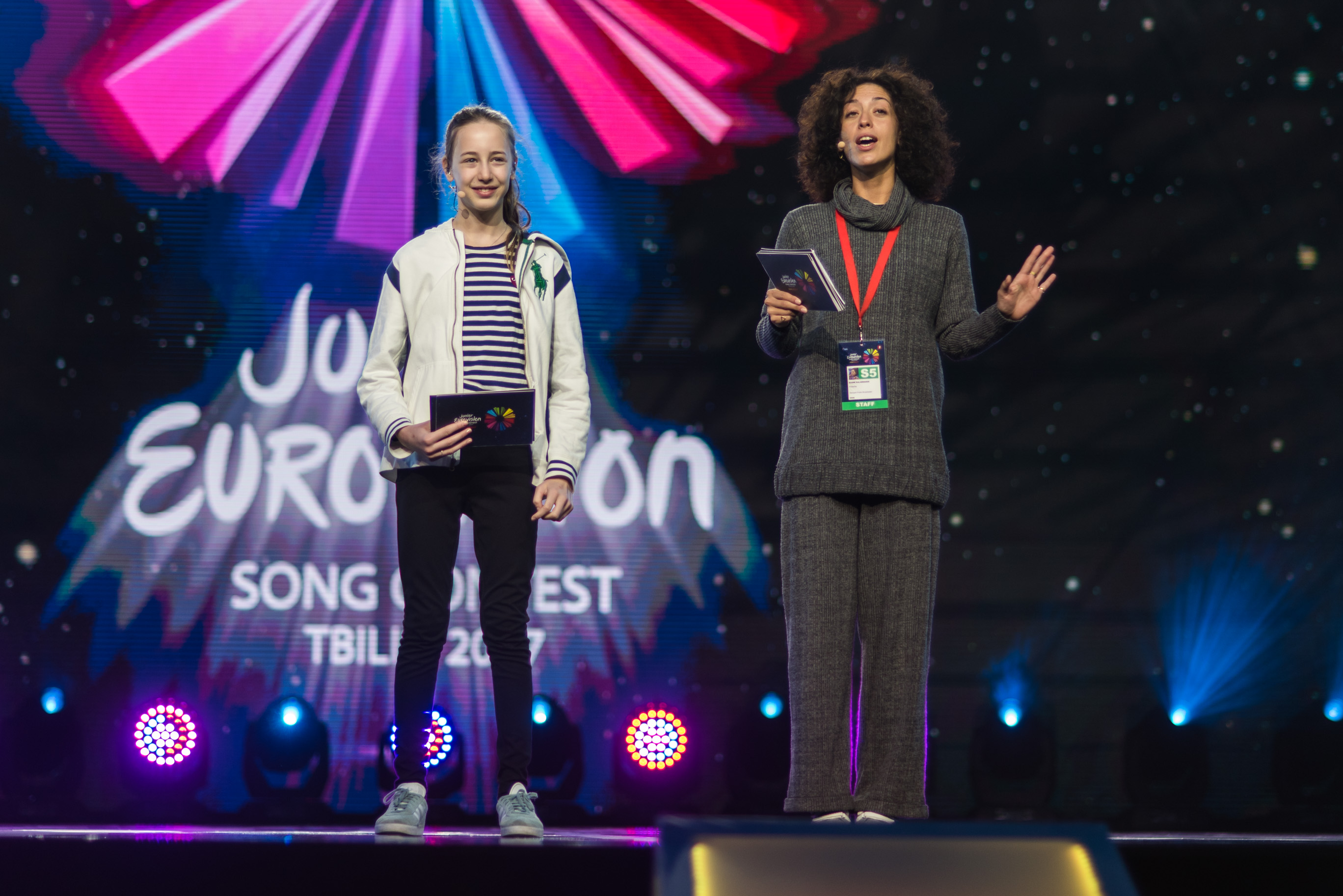
A 2017-es verseny műsorvezetői.

2016-os győzelmük után Grúzia adhatott otthont a 2017-es dalversenynek. A háromszoros győztes országnak azonban ez volt az első rendezése. A rendezés jogát a Tbilisziben található Tbiliszi Sportpalota nyerte. Azonban augusztusban bejelentették, hogy a szervezők által megfelelőbbnek talált, 4 000 férőhelyes Olimpiai Palota ad otthont a versenynek.
| Év   | Város    | Helyszín        | Műsorvezetők               |
| ---- | -------- | --------------- | -------------------------- |
| 2017 | Tbiliszi | Olimpiai Palota | Helen Kalandadze, Lizi Pop |
| 2025 | Tbiliszi | Olimpiai Palota |                            |

## Háttér
| Év   | Rendező    | Kommentátor                             | Pontbejelentő       |
| ---- | ---------- | --------------------------------------- | ------------------- |
| 2007 | Rotterdam  | Temo Kvirkveliaa                        | Nino Epremidze      |
| 2008 | Limassol   | Temo Kvirkveliaa                        | Ana Davitaia        |
| 2009 | Kijev      | Sofia Avtunashvili                      | Ana Davitaia        |
| 2010 | Minszk     | Temo Kvirkveliaa                        | Giorgi Toradze      |
| 2011 | Jereván    | Temo Kvirkveliaa                        | Elene Makashvili    |
| 2012 | Amszterdam | Temo Kvirkveliaa                        | CANDY               |
| 2013 | Kijev      | Natia Bunturi és Giorgi Grdzelishvili   | Elene Megrelishvili |
| 2014 | Marsa      | Mero Chikashvili és Temo Kvirkvelia     | Mariam Khunjgurua   |
| 2015 | Szófia     | Tuta Chkheidze                          | Lizi Pop            |
| 2016 | Valletta   | Demetre Ergemlidze                      | Elene Sturua        |
| 2017 | Tbiliszi   | Demetre Ergemlidze                      | Lizi Tavberidze     |
| 2018 | Minszk     | Helen Kalandadze és George Abashidze    | Nikoloz Vasadze     |
| 2019 | Gliwice    | Demetre Ergemlidze és Tamar Edilashvili | Ana Berishvili      |
| 2020 | Varsó      | Helen Kalandadze                        | Marita Hvedelidze   |
| 2021 | Párizs     | Nikoloz Lobiladze                       | Sandra Gadelia      |
| 2022 | Jereván    | Nikoloz Lobiladze                       | Nikoloz Kajaia      |
| 2023 | Nizza      | Nikoloz Lobiladze                       | Mariam Bigvava      |
| 2024 | Madrid     | Nikoloz Lobiladze                       | Anastasia Vasadze   |
| 2025 | Tbiliszi   |                                         |                     |

## Galéria

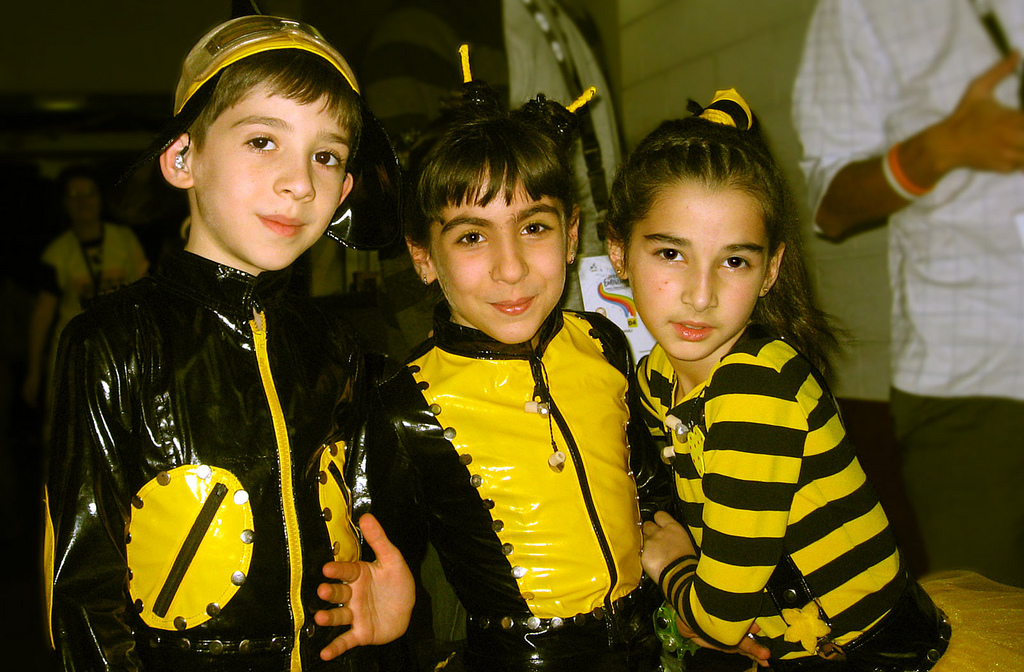
A Bzikebi Limassolban (2008)
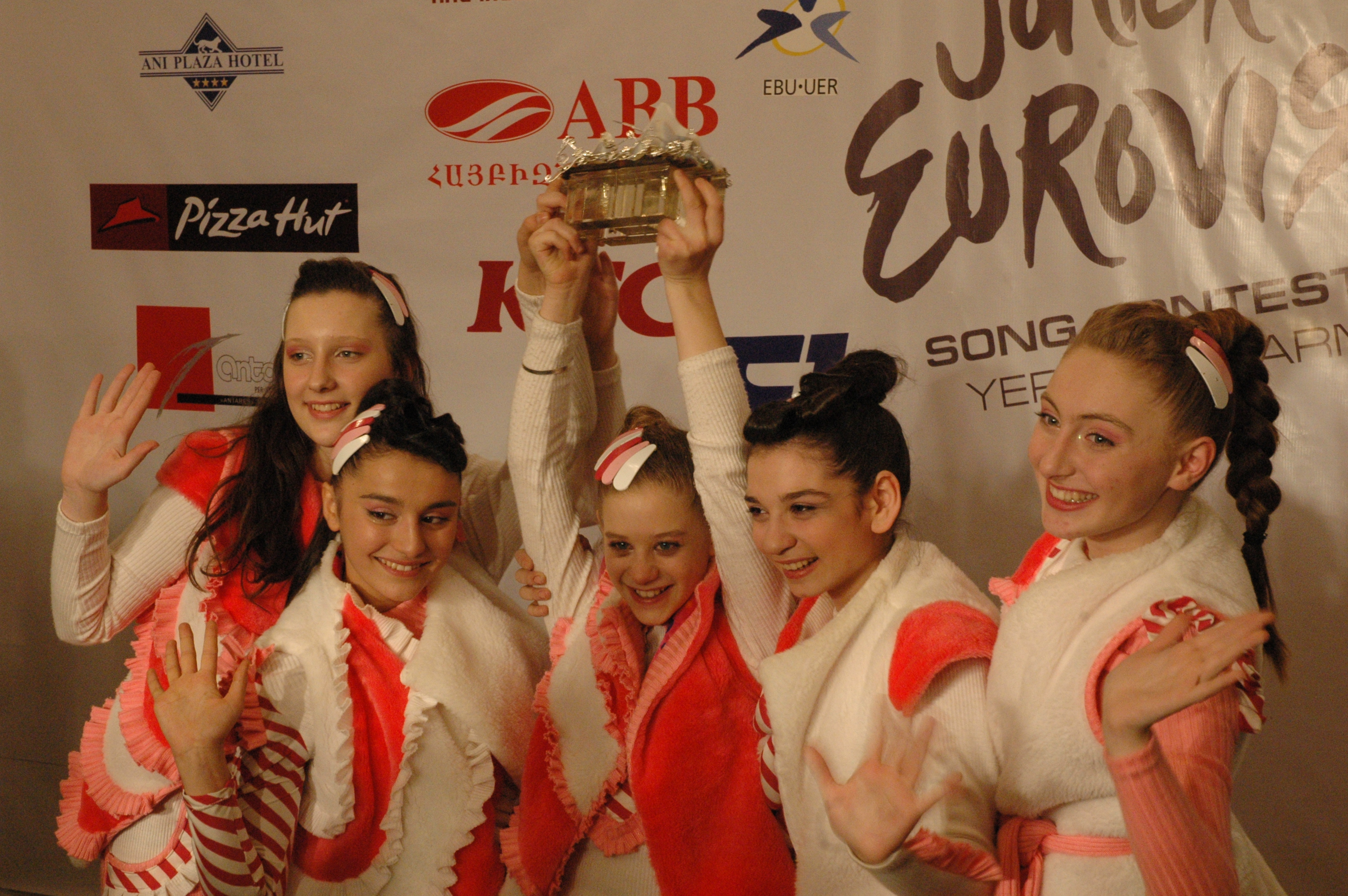
A CANDY Jerevánban (2011)
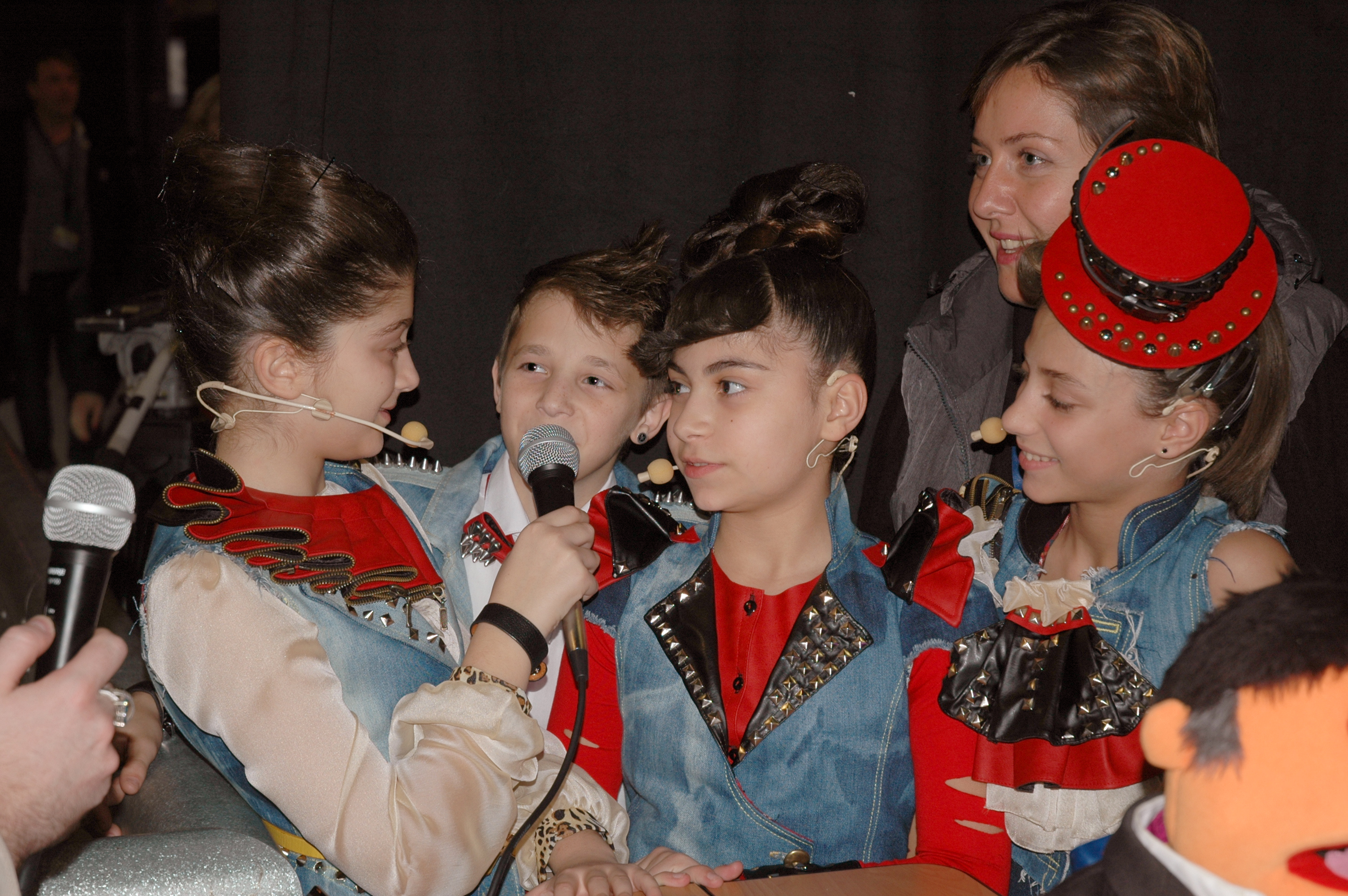
A The Funkids Amszterdamban (2012)
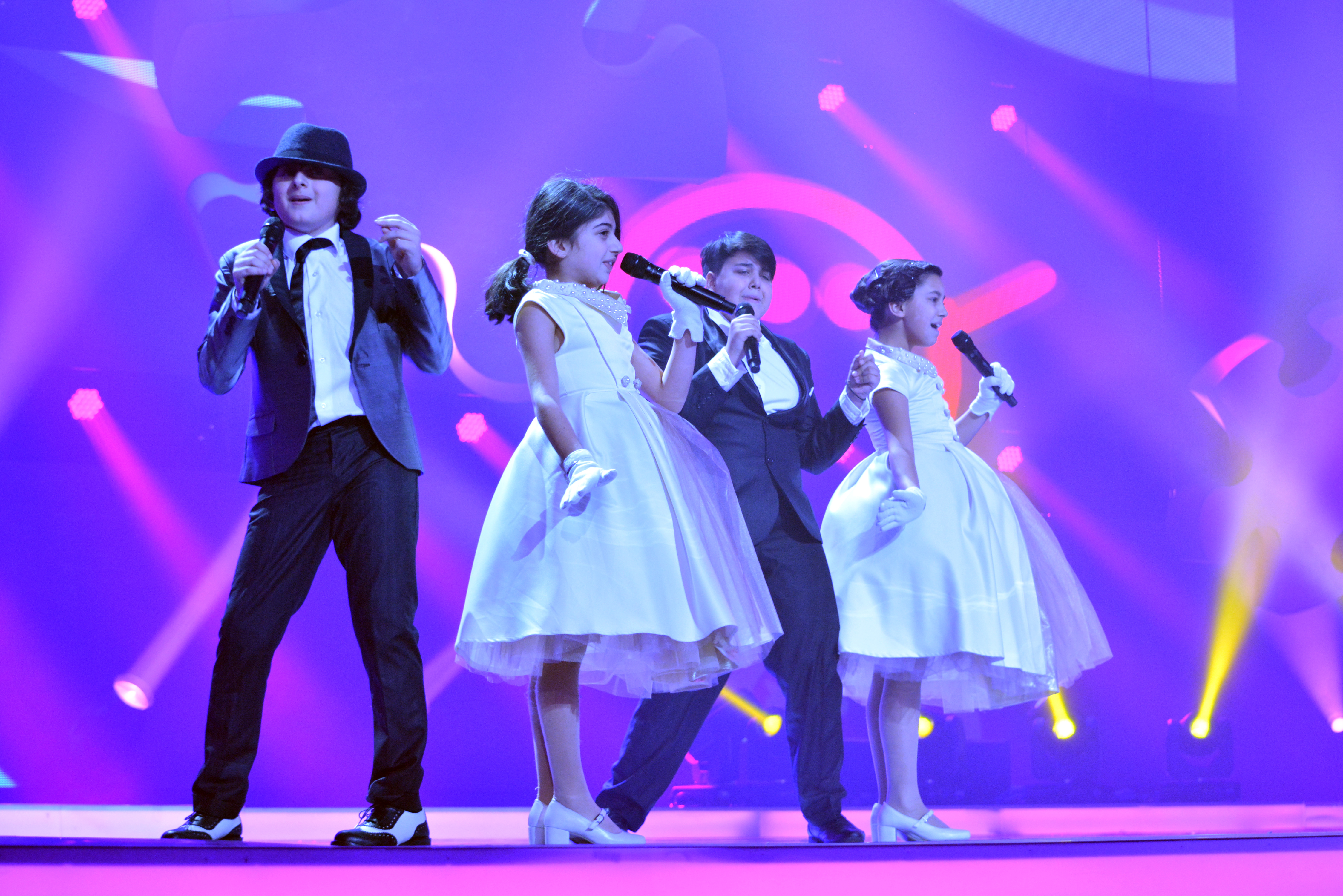
A The Smile Shop Kijevben (2013)
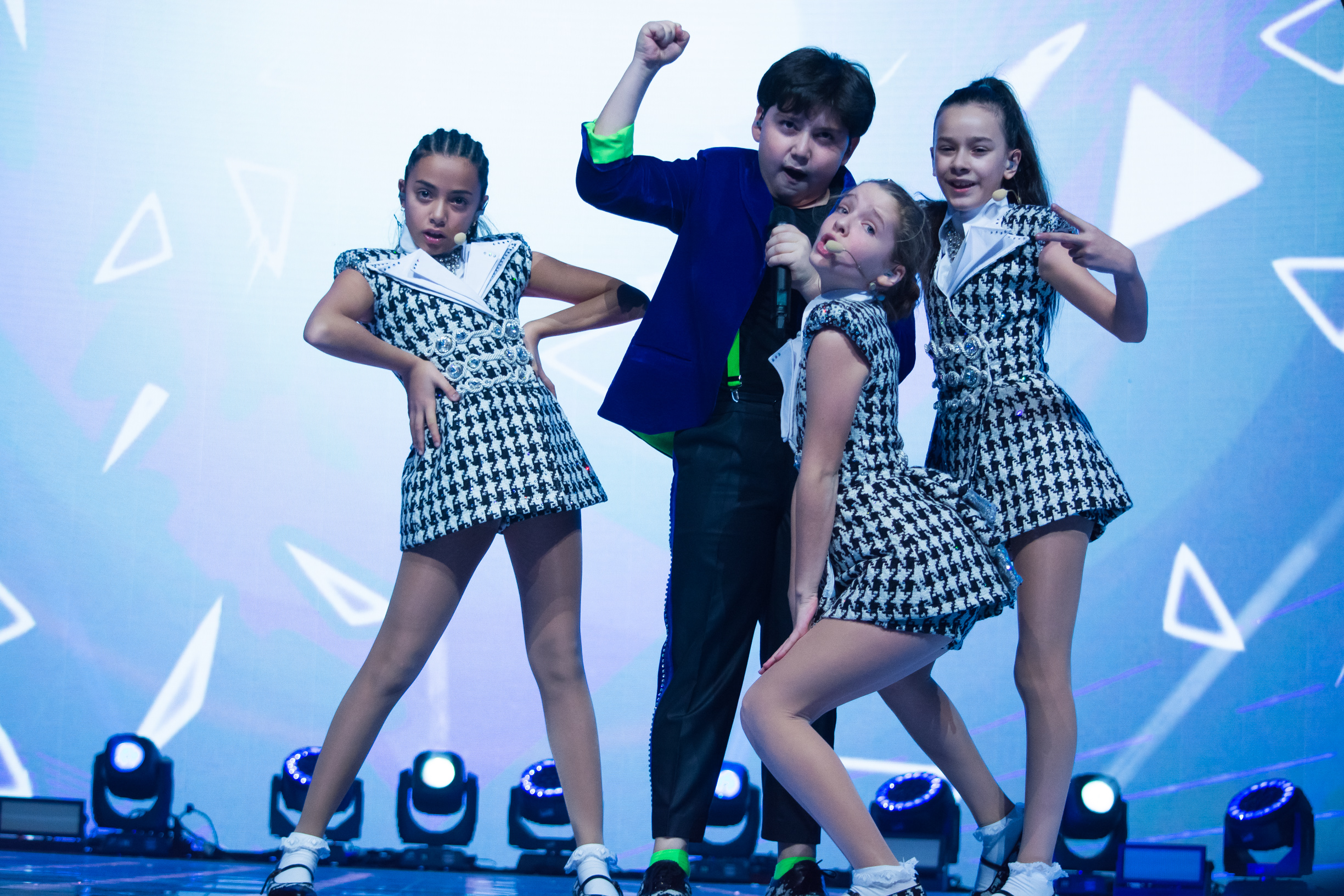
A The Virus Szófiában (2015)
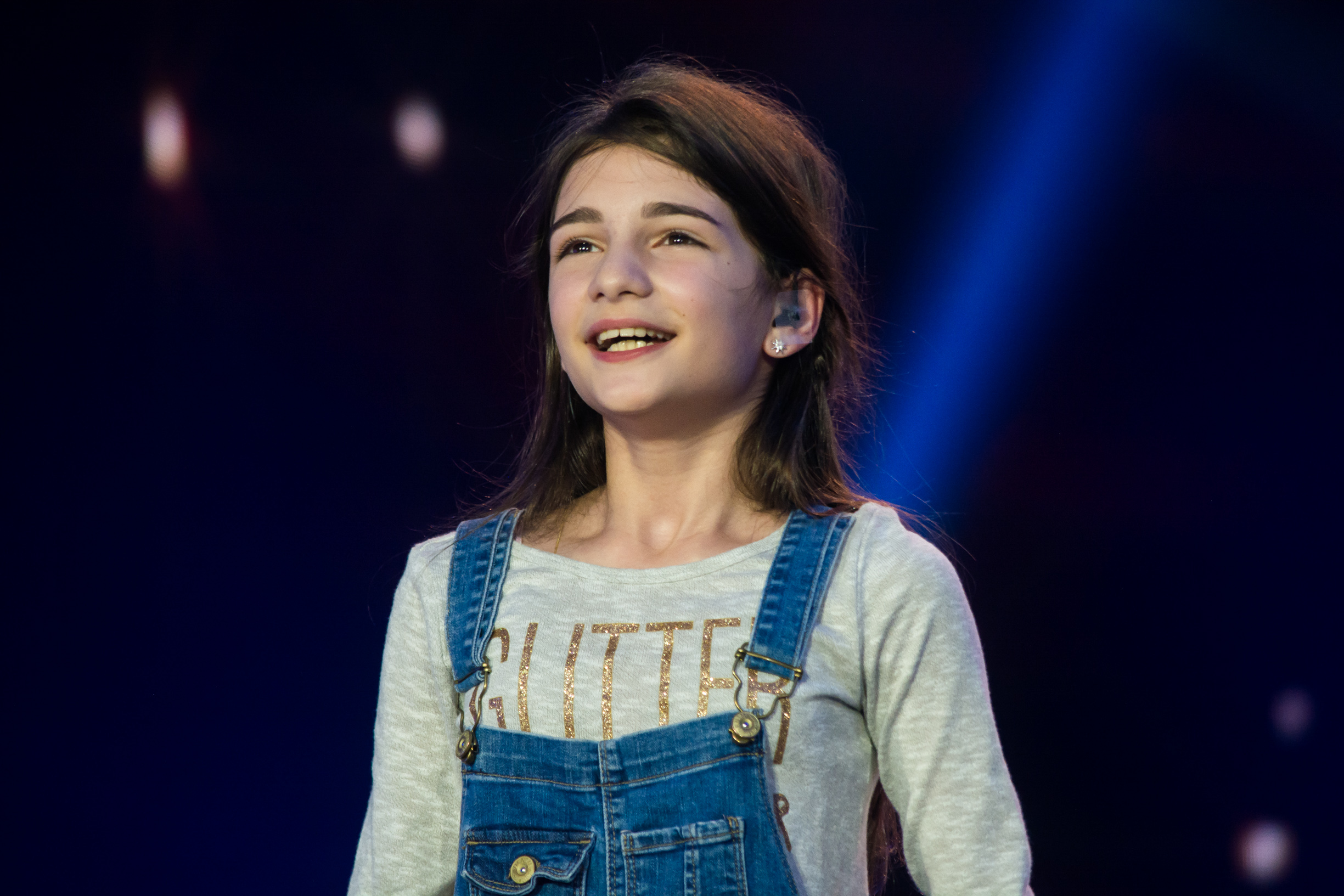
Mariam Mamadashvili Vallettában (2016)
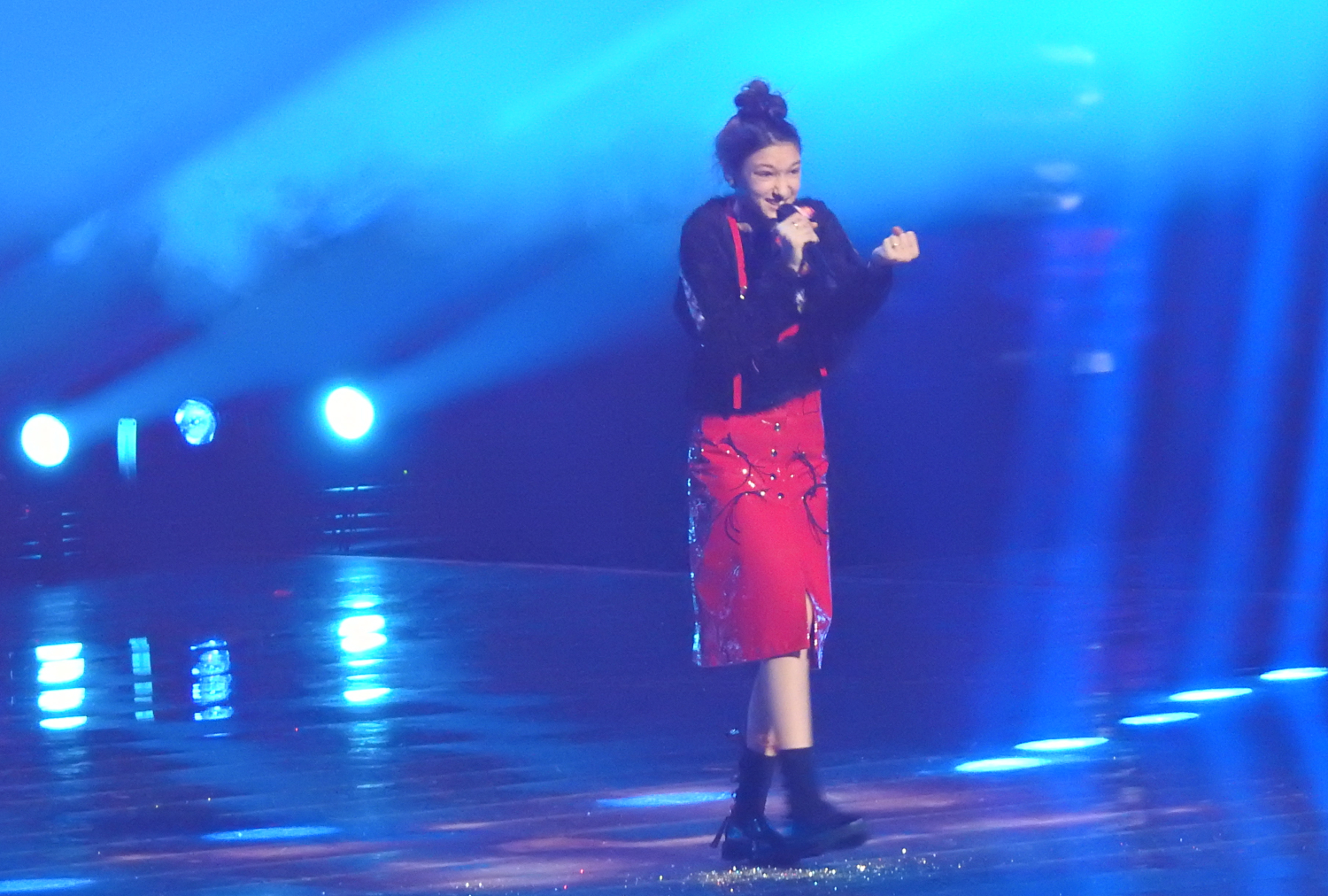
Tamar Edilashvili Minszkben (2018)
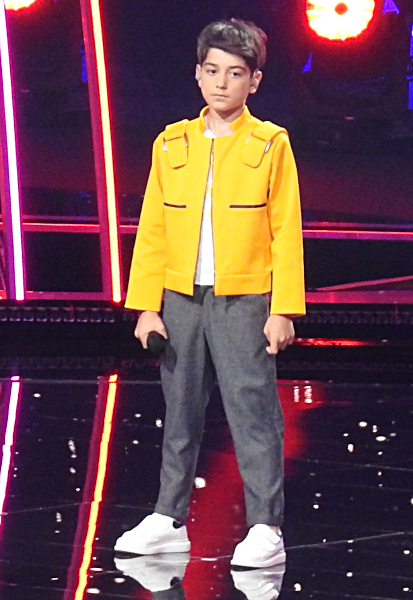
Giorgi Rotiashvili Gliwicében (2019)
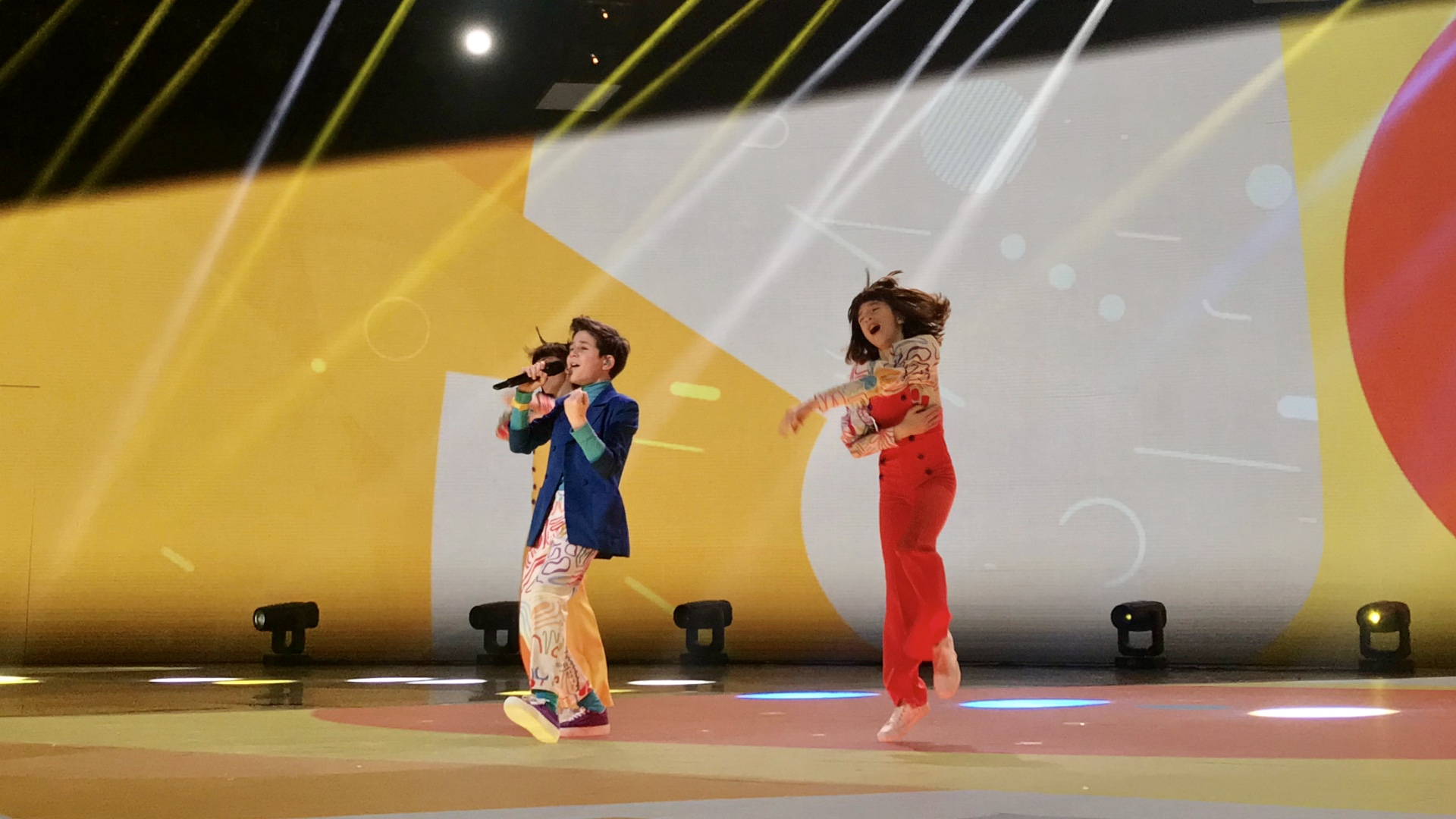
Nikoloz Kajaia Párizsban (2021)

## Lásd még
- Grúzia az Eurovíziós Dalfesztiválokon
- 2017-es Junior Eurovíziós Dalfesztivál